# Svjedok
Svjedok je osoba koja dobrovoljno ili pod prisilom, pruža dokaze, usmene ili pismene o onome što zna ili tvrdi da zna.
Svjedok bi mogao biti primoran dati iskaz na sudu, pred sudcem, porotom ili u raznim drugim pravnim postupcima. Sudski poziv je pravni dokument kojim se osobi nalaže da se pojavi na suđenju. Koristi se za prinudu na svjedočenje svjedoka na suđenju. Obično ga može izdati sudac ili tužitelj u kaznenom postupku. U mnogim je jurisdikcijama obavezno postupiti u skladu sa sudskim pozivom i položiti prisegu ili svečano potvrditi da će se svjedočiti istinito pod kaznom za krivokletstvo.
Iako neformalno, svjedok može biti svakoga tko je prisustvovao događaju, u pravu se svjedok razlikuje od doušnika. Povjerljivi doušnik je netko tko tvrdi da je svjedočio nekom događaju ili ima informacije iz druge ruke, ali čiji se identitet skriva od najmanje jedne strane (obično optuženika). 
U sudskom postupku, svjedoka može pozvati (zatražiti da svjedoči) bilo tužiteljstvo bilo obrana. Strana koja poziva svjedoka prva postavlja pitanja u takozvanom izravnom ispitivanju. Suprotstavljena strana tada može postavljati vlastita pitanja u onome što se naziva unakrsno ispitivanje. U nekim slučajevima strana koja je pozvala svjedoka može upotrijebiti naknadno ispitivanje, ali obično samo da bi proturječila određenom iskazu iz unakrsnog ispitivanja.
Krunski svjedok je onaj koji inkriminira bivše suučesnike u zločinu koji potom od suda dobije nižu kaznu, imunitet i/ili zaštitu za sebe i/ili svoju obitelj. Nakon predaje iskaza sudu često ulaze u program zaštite svjedoka. Tajni svjedok ili anonimni svjedok je onaj čiji identitet sud čuva kao tajnu.
Svjedocima je obično dopušteno svjedočiti samo ono što su doživjeli iz prve ruke. U većini slučajeva neće svjedočiti o nečemu što im je rečeno. To se ograničenje ne odnosi na vještake, već oni mogu svjedočiti samo u području svog vještačenja.